# 小袖海岸

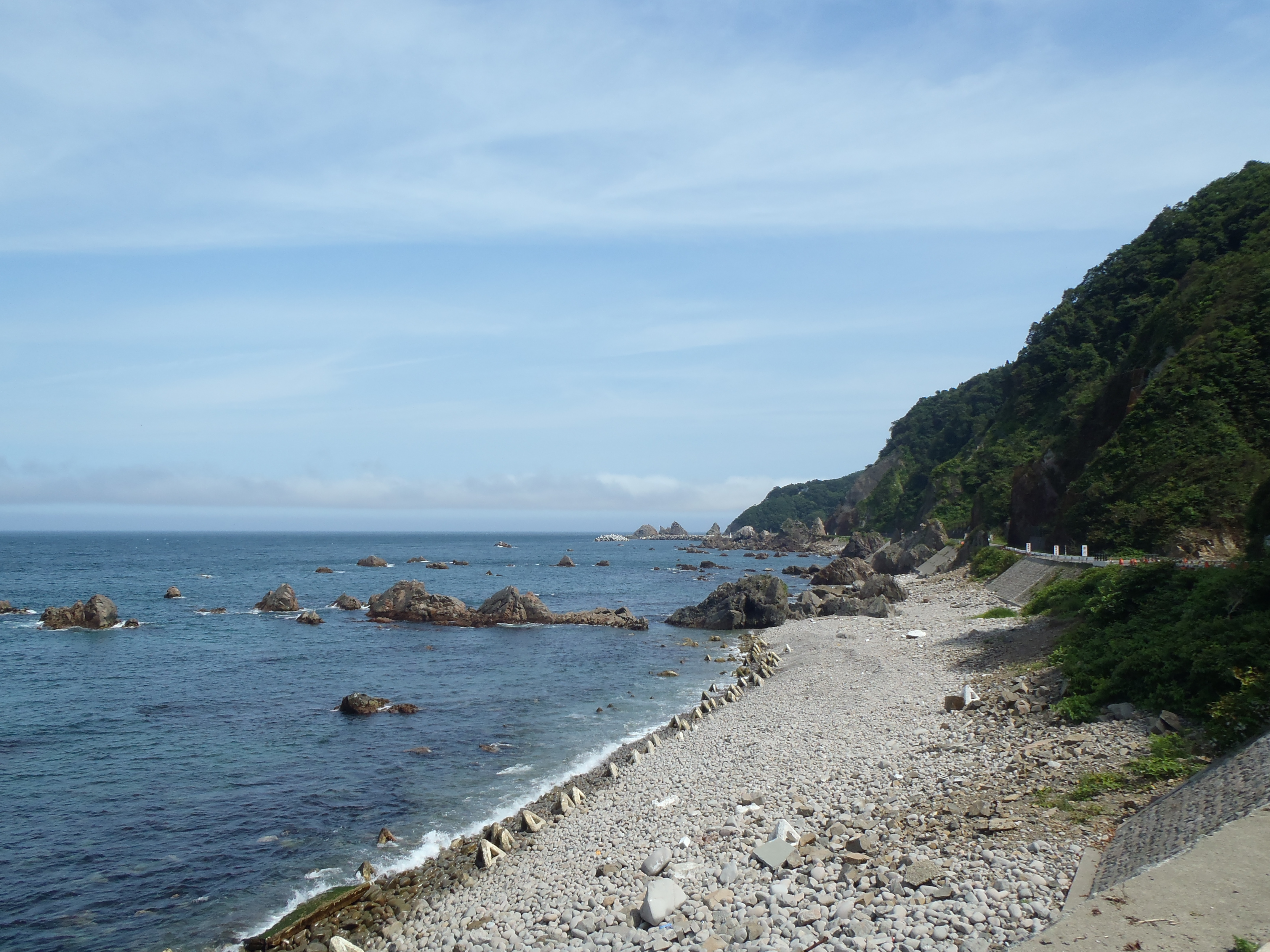
小袖海岸

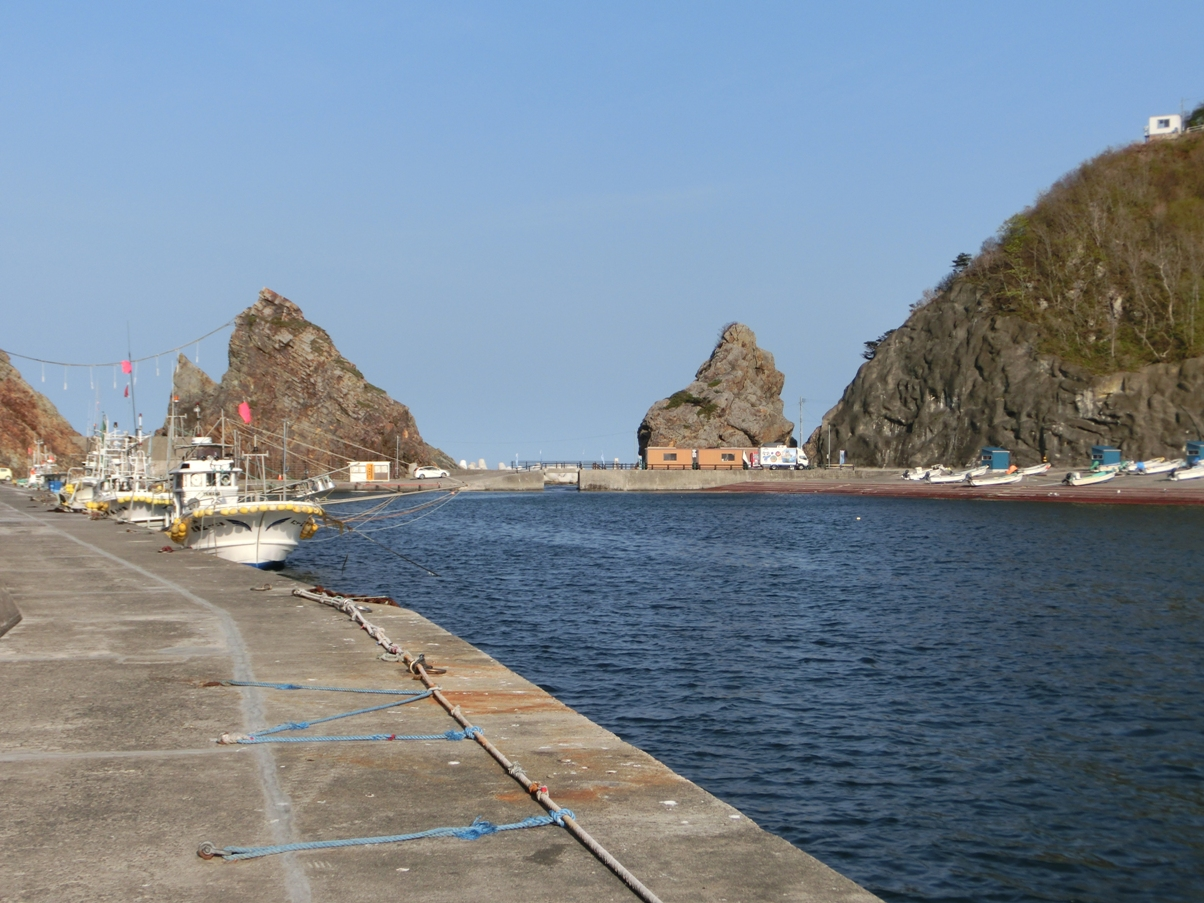
小袖漁港

小袖海岸（こそでかいがん）は、岩手県久慈市の久慈湾南東部に位置する海岸および景勝地。三陸復興国立公園および久慈海岸平庭県立自然公園に指定されている。

## 概要
玉ノ脇川河口（北緯40度10分58.1秒 東経141度48分24.6秒 / 北緯40.182806度 東経141.806833度）から小袖漁港（第1種漁港）の西側（北緯40度10分11秒 東経141度50分46.8秒 / 北緯40.16972度 東経141.846333度）までが自然公園法第20条に基く特別地域（参照）に指定されている。当地は、久慈市長内地区の海岸部にあたり、岩手県道268号野田長内線が貫く。
海岸段丘の段丘崖、花崗岩の岩礁、海食洞などと自然の植生が織り成す風景が観光客を呼び込んでおり、特につりがね洞（北緯40度10分42.7秒 東経141度50分1.9秒 / 北緯40.178528度 東経141.833861度）が著名となっている。なお、かつてのつりがね洞は洞穴の中に釣鐘型の岩がぶら下がっていたが、1896年（明治29年）6月15日に発生した明治三陸地震に起因する三陸大津波で消失した。
当地の漁業では、サケの定置網漁およびはえ縄漁、こうなごの敷き網漁などが行われている。漁業集落は、二子（ふたご。北緯40度10分51.9秒 東経141度48分34.7秒）、大尻（おおじり。北緯40度10分35.4秒 東経141度49分27.8秒）、小袖（北緯40度9分57.2秒 東経141度51分2.5秒 / 北緯40.165889度 東経141.850694度）が点在してあるが、漁港周辺に低地が少ないため、現在の各集落は海岸からやや離れた海岸段丘上に展開している。小袖漁村の東側に続く海岸一帯は三崎と呼ばれる地区で、小袖海岸と同様に同園の特別地域に指定されているが、現在は久慈市宇部町久喜（北緯40度8分1.2秒 東経141度50分38.5秒 / 北緯40.133667度 東経141.844028度）まで漁村はない。
大尻・小袖・久喜の各漁村において素潜り漁が行われており、「北限の海女」の名称で広く知られている。

## 北限の海女

### 名称
当地の海女は、小袖海岸地区では、素潜り漁をしている様から「もぐり」と呼ばれているが、久慈市街地では、採捕した海産物を担いで山道を越えて来て「三・八まぢ市日」などで売っていた様から「かつぎ」と呼ばれている。
1959年（昭和34年）11月27日に当地の海女を題材にしたラジオドラマ「北限の海女」が放送されたことにより、その題名が当地の海女を指す名称として用いられるようになった。題名は原作者の水木洋子が名付けたものである。素潜りで伝統的に海女漁が行われているのは世界中で日本と韓国のみであり、その中で久慈市の海女は最北部に位置するとされる。ただし、水木が国内はもとより世界的に詳細な調査をした上でこの名称を付与したのかどうかは不明。
なお、松前小島（北海道松前郡松前町）では、1888年（明治21年）から石川県鳳至郡輪島町（現輪島市）海士町からの出稼ぎで海女漁が行われており、1950年代に松前町に定住した海女が2017年時点でも漁を続けていることから、久慈市の「北限の海女」が真に北限とは言えない。また、過去（1950年代中頃から1960年代）に久慈市以北（青森県八戸市、階上町など）にも海女がいたという情報・痕跡もある。
ただし現在では、漁業協同組合が認知する漁業権を持った集団的海女漁が保持されている北限は当地である。

### 第一次産業
小袖海岸における採捕による沿岸漁業では、ウニ（夏）、アワビ（冬）、海藻などが見られる。これらを採捕対象とする磯漁業では、全国的には漁船から箱めがねと鈎棒で採捕するのが一般的であるが、当海岸は海岸段丘となっており、海岸から数百mは海蝕によって地形が複雑な上、外洋に面しているため波や流れも複雑であることから採捕しながらの操船は困難であり、潜って採捕する方が効率が良い。そのため、漁船からの採捕はそれより沖合いの定常的な波の水域で行われている。このような漁法の違いから、潜った方が効率が良い水域では海女が、漁船を用いた方が効率が良い水域では男性漁師が漁を行うという、男女による住み分けが当地では出来た。他方、採捕対象の資源保全（種苗放流や養殖）に関しては、男女の別は特に無い。
久慈市には大尻・小袖・久喜の各地区に海女がいるが、第一次産業としての海女漁は衰退し、ほとんどが観光（第三次産業）用とされる。そのため、久慈漁港の貝類の水揚げ高12トン（2000年）のうち、海女漁による寄与は小さいと見られる。
なお、久慈市の北に隣接する九戸郡洋野町種市では、冬季のアワビ素潜り漁をウェットスーツを着た男性漁師が行っている。また、1898年（明治31年）の種市沖での貨客船名護屋丸座礁を機に千葉県の「房州もぐり」が伝わって「南部もぐり」が始まり、その伝統を基に1952年（昭和27年）12月に「岩手県立久慈高等学校定時制種市分校潜水科」が設置されて現在でも国内で潜水夫を養成している唯一の高校として続いているなど、久慈市と隣接しながらも海に潜るのは主に男性となっている。

### 第三次産業
当地の海女漁は世界的に見ても北限で行われているという稀少性があるため、「北限の海女」のキャッチコピーを用いて観光（第三次産業）用の海女漁がウニの漁期である7月1日から9月30日まで小袖漁港で行われている。
久慈市漁業協同組合小袖支所の「小袖北限の海女の会」（会長は男性漁師、副会長は海女）が漁業権および興行権を持ち、久慈市役所産業振興部が広報マネジメントを担当し、当会に入会している海女がプロとして、伝統的な海女姿で観覧有料の素潜り漁実演を行っている。また、地元の高校生が結成している「北限の海女クラブ」も、アマチュアの海女としてイベントで実演を披露している。
実演を行うポイントは小袖漁港にある「小袖海女センター」（北緯40度10分6.7秒 東経141度51分8.7秒 / 北緯40.168528度 東経141.852417度）付近の海であるが、水深が7-8mと、ウニの漁場としては深い方であるため、一定以上の技術が必要となっている。なお、当地で採捕されるウニ（当地ではカゼと呼ばれる）は、約9割がキタムラサキウニで、約1割がエゾバフンウニである。
恒例のイベントとして、8月第1日曜日に「北限の海女フェスティバル」が開催されている。2009年（平成21年）には、「かわいすぎる海女」効果（#歴史参照）により、シルバーウィーク中の9月最終日曜に「北限の海女☆感謝祭」を初開催した。
上述のように、北限の海女は久慈市の観光の目玉の1つであるため、各地で開催される観光物産展などに海女姿で参加したり、久慈市の物産の販売促進ポスターや観光ポスターなどに登場する例がしばしば見られる。

#### アマリン
アマリンは、北限の海女のマスコットキャラクター。観光素潜り実演の際の衣装を着た海女が2頭身にデフォルメされている。イラストと着ぐるみがある。
名称は公募され、2010年（平成22年）8月1日に開催された「第21回北限の海女フェスティバル」にて命名式が行われた。

### 服装・道具
かつて、素潜り漁の際には上半身が裸、下半身が水着で行っていた。一方、磯で海草を採取する際にはかすりはんてんなどを着て行っていた。
1956年（昭和31年）に小袖海岸に道路が通じて地区外の者も容易に地区内に入れるようになり、さらに1959年（昭和34年）11月のラジオドラマ「北限の海女」のヒットで観光客の注目を浴びるようになると、素潜り漁でもかすりはんてんなどを着たまま行う着衣水泳に変化した。
1961年（昭和36年）から日本での海人（海女）用ウェットスーツの普及が始まるが、夏でも海水温が18℃以下の当地でも第一次産業の素潜り漁ではウエットスーツ姿も見られるようになった。
観光（第三次産業）用の素潜り実演では、着衣水泳化した昭和30年代頃の海女姿にならった服装を用いている。すなわち、フゴミと呼ばれる袴（白の短パン）を履き、かすりはんてんを着て赤い帯で締め、白手袋（軍手）と白足袋を付けて、頭に手ぬぐいをした後に磯メガネ（松島メガネ）をしている。さらに、ウニの採捕道具のソエカギ（磯カギ）を持ち、採捕したウニを入れるヤツカリ（腰につける網の袋）を着けて素潜り実演を行う。保温と肌の保護のためにパンティストッキングを履く者もいる。

### 歴史
江戸時代の小袖海岸は、八戸藩と盛岡藩（両藩とも南部氏）の藩境の地だった（南九戸郡の長内村と宇部村との間に藩境があったようである）。
1871年（明治4年）に廃藩置県が行われて体制弛緩が起きると、幕藩体制下での漁業における既得権益も揺らぎ始め、旧来の漁民以外から新規参入する者が現れ始めた（沿岸漁業・漁業権など参照）。このような時代背景によって明治時代から、当地の宇部村でも夫が出稼ぎに出る一方で、ほぼ全世帯の妻らが干潮時の磯で海草を採取したり、素潜りでウニやアワビを採捕したりするようになった。また、素潜り漁する女性たちは、宇部村で「もぐり」と呼ばれるようになった。
採捕した海産物は家庭内で消費されるほか、南九戸郡久慈町で300年以上続く市である「三・八まぢ市日」（北緯40度11分25.5秒 東経141度45分58.1秒。毎月3と8のつく日に開かれる六斎市）などに持ち込んで売っていた。女性たちは漁船を所有していなかったため、重い海産物をかついで、宇部村から久慈町まで10km以上に及ぶ三陸海岸沿いの山道を、市日が始まる早朝までに着けるよう夜通し歩いて運んでいたが、その姿から「かつぎ」とも呼ばれるようになった。
1954年（昭和29年）11月3日に宇部村は久慈町などと合併して久慈市となる。1956年（昭和31年）には久慈地区と宇部地区などを結ぶ道路（岩手県道268号野田長内線）が小袖海岸に通じ、市日通りまでの道程は約9kmに短絡され、自動車で約20分の距離となった。
1959年（昭和34年）11月27日の22:10から23:00まで、NHKラジオ第1放送においてラジオドラマ「北限の海女」（原作：水木洋子、出演：荒木道子・原泉・賀原夏子）が放送された。「ひめゆりの塔」「裸の大将」「浮雲」などの名作の脚本を手がけた水木の絶頂期に放送された同作品は全国的な人気を博し、同年度の第14回芸術祭賞を受賞すると同時に、北限の海女が全国に知られるきっかけとなった。また、同作品により観光客の注目を浴びるようになると、それまで上半身は裸、下半身は水着で漁を行っていた海女たちは着衣水泳に変化した。
小袖海岸は、1961年（昭和36年）に久慈海岸平庭県立自然公園に指定され、1971年（昭和46年）1月22日に陸中海岸国立公園（現・三陸復興国立公園）に編入された。
1982年（昭和57年）に東北新幹線、1984年（昭和59年）に三陸鉄道が開業すると、観光客の増加が見られるようになり、1985年（昭和60年）7月12日には観光用素潜り実演の窓口となる「小袖海女センター」が小袖漁港に平屋で設置された。この頃に海女は100人以上を数えたが、近年は観光客の減少に伴って20人程度にまで減少した。海女の後継者不足には、将来の海女のなりてとなる子供が安全に素潜り出来る体験学習の機会が無いからではと考えた八戸工業高等専門学校が、『「北限の海女」仮想体験学習システム』（海女の潜水エキスパートシステム）の開発を行っている。
2005年（平成17年）、久慈市観光物産協会が結成した女子高生アルバイト「高校生海女クラブ」の活動が始まった。
2006年（平成18年）2月26日、第27回Kyoto演劇フェスティバルにおいて京都放送劇団が「放送劇 北限の海女」を京都府立文化芸術会館で上演した。3月には「鉄道むすめ」にて、久慈駅と三陸鉄道北リアス線から名前を採った久慈ありすという萌え系キャラクターが作られたが、このキャラクターの祖母が当地の海女という設定となった。なお、同作の漫画版にて久慈ありすの祖母が海女を夢見ていたありすに対して「今の時代に合わない」と一蹴するシーンがある。
2007年（平成19年）の「第18回 北限の海女フェスティバル」では、「北限の海女クラブ」第二期メンバーの大久保恵実などが素潜り漁実演にも挑戦した。同フェスには同年4月にデビューした演歌歌手・金澤未咲（母親が元北限の海女）のショーも行われ、以後、毎年出演をするようになった。
2009年（平成21年）8月2日に開催された「第20回 北限の海女フェスティバル」では、ラジオドラマの放送から50周年を記念して「ラジオドラマ『北限の海女』を聴く会」も開催された。また、高校を卒業したばかりの大向美咲と小袖妃香理（共に19歳）が25年振りの新人として「小袖北限の海女の会」に入会し、プロの海女としてデビューした（大向はほぼ常勤。小袖は他の職業と兼業のため主に土日休日に出勤）。
新人海女2人の内、当地の最高齢海女を祖母に持ち、ほぼ常勤で働いていた大向を取材したNHK盛岡放送局が「"北限の海女" 新人は19歳」との特集を作成、同年8月14日夕方に東北地方のNHK総合のローカルニュース内で、8月15日朝には全国放送の「おはよう日本」内で放送された。すると、インターネットの日本語ウェブサイト上で大向は「かわいすぎる海女」として話題になり、韓国語ウェブサイト上でも検索ワードランキングで4位になるなど話題になった。このため、例年なら観光客が減少する9月になっても海女漁の実演見学の予約が絶えず、9月最終日曜に「北限の海女☆感謝祭」を初開催したところ、シーズン末にもかかわらず盛況となった。「かわいすぎる海女」効果により、素潜り漁実演の見学者は5962人、観光客数も1万人以上にのぼり、前年比約2割増となった。10月3日には、三重県鳥羽市にて初開催された「日本列島 "海女さん" 大集合 - 海女フォーラム・第1回鳥羽大会」に新人海女らが参加し、後継者不足に悩む各地の海女らを前に新人2人が紹介され祝福を受けた。
2010年（平成22年）6月には、前年にデビューした大向と小袖の小・中学校の同級生である大久保も「小袖北限の海女の会」に入会し、漁期の始まる同年7月1日に新人としてプロデビューした。シーズンインのこの日もテレビ局など25社が取材に訪れるほど注目を浴びた。なお、大久保は高校時代に「北限の海女クラブ」に加入してアマチュアの海女として活動した経験があり、また、母親も海女である。
8月1日の「第21回 北限の海女フェスティバル」では、隣接地に2階建てで移転・新築された「小袖海女センター」の落成式や、北限の海女のマスコットキャラクターを「アマリン」とする命名式も行われた。8月18日には、土日休日に集中している海女の素潜り実演の観光客を平日にも増やす試みとして、久慈市観光物産協会が中心となって小袖北限の海女の会や小袖定置組合らと協力し、小袖海岸の景勝地を漁船で巡りながら素潜り実演の観光や漁業体験などが出来るパッケージツアーが初めて催行された。
8月20日、新人海女3人がそろって7月27日に「小袖海女の会」を脱会していたと日本のマスメディアが報じ始めると、大韓民国や台湾でも相次いで大手メディアが報道した。
2011年（平成23年）3月11日に発生した東北地方太平洋沖地震（東日本大震災）に伴う津波により、前年8月に新築した「小袖海女センター」が全壊した。同年7月、「小袖海女センター」が仮設のプレハブで再建され、素潜り実演が例年通り始まった。しかし、震災の影響で観光客が減少したため、2012年（平成24年）4月には「北限の海女」をイメージした萌え系美少女キャラクター（八的暁作画）がつくられ、特に観光面での復興に寄与している。
2013年（平成25年）4月1日から9月28日まで、NHKの連続テレビ小説「あまちゃん」が放送された。同ドラマでは、小袖海岸をモデルとした架空の地の海女を主人公としており、ドラマの人気により当地に観光客が増え、週末を中心に一般車の規制も行われた。
2014年（平成26年）4月6日、「高校生海女クラブ」所属の中川沙耶を中心とした5名が自主的に「あまくらぶ」を結成し、久慈地域を盛り上げるローカルアイドルグループとして活動した（2015年3月7日解散）。同年4月に着工した小袖海女センターが、鉄筋コンクリート構造3階建て、延べ床面積264.44m2（工事費：1億8000万円）で再建され、12月24日に竣工式が行われた。

### 作品
- 「北限の海女」（ラジオドラマ。原作：水木洋子、出演：荒木道子・原泉・賀原夏子、1959年（昭和34年）11月27日22:10 - 23:00NHKラジオ第1放送で放送）
- 「北限の海女」（演歌。唄：愛ちひろ）
- 「北限の海女」（演歌。唄：金澤未咲。2010年（平成22年））[66]
- 「北限の海女」（ドキュメンタリーDVD。日本コロムビア、2010年（平成22年）9月29日発売）[67]
- 「あまちゃん」（NHK連続テレビ小説　2013年4月1日 - 2013年9月28日）

## アクセス
- バス：三陸鉄道リアス線・久慈駅より陸中野田駅行きの定期路線バスを使用。ただし、久慈駅発陸中野田駅行きは1日3本（土・休は2本）、陸中野田駅発久慈駅行きは1日2本（土・休は1本）しかない。ただし、後述のとおり2013年のシーズン中の土・休日は臨時便が運行される。
- 自家用車：岩手県道268号野田長内線沿いにある。
- 船：小袖漁港（第一種漁港）

「北限の海女フェスティバル」の日には、久慈港の久慈市漁業協同組合前から無料のシャトル漁船が、久慈市役所前から無料のシャトルバスが運行される。
平成25年4月20日から10月末日までの間の土・日・祝日は、あまちゃんの放送により訪問者の増加が見込まれるため、午前9時から午後5時までの間は地元住民の生活車両、公共交通機関(臨時路線バス、タクシー)及び旅行業者が手配する中型バス等以外の一般車は、久慈市側からも野田村側からも進入できなくなる。そのため、規制時間中に訪問する場合は、久慈市側の臨時駐車場に駐車し、30分に1本運行される有料臨時バスで訪問することになる。また、久慈市側の規制区間手前の玉の脇漁港から小袖漁港までの間を臨時の遊覧船が運航される。